# Verwaltungsgemeinschaft Mammendorf
Die Verwaltungsgemeinschaft Mammendorf liegt im oberbayerischen Landkreis Fürstenfeldbruck und wird von folgenden Gemeinden gebildet:
1. Adelshofen, 1844 Einwohner, 13,28 km²
2. Althegnenberg, 2111 Einwohner, 16,09 km²
3. Hattenhofen, 1606 Einwohner, 7,18 km²
4. Jesenwang, 1693 Einwohner, 15,30 km²
5. Landsberied, 1621 Einwohner, 10,53 km²
6. Mammendorf, 5047 Einwohner, 21,22 km²
7. Mittelstetten, 1727 Einwohner, 18,62 km²
8. Oberschweinbach, 1809 Einwohner, 7,24 km²

Sitz der Verwaltungsgemeinschaft ist Mammendorf.